# Бригада морської авіації (Польща)

Прапор аеропортів і злітно-посадкових смуг ВМС

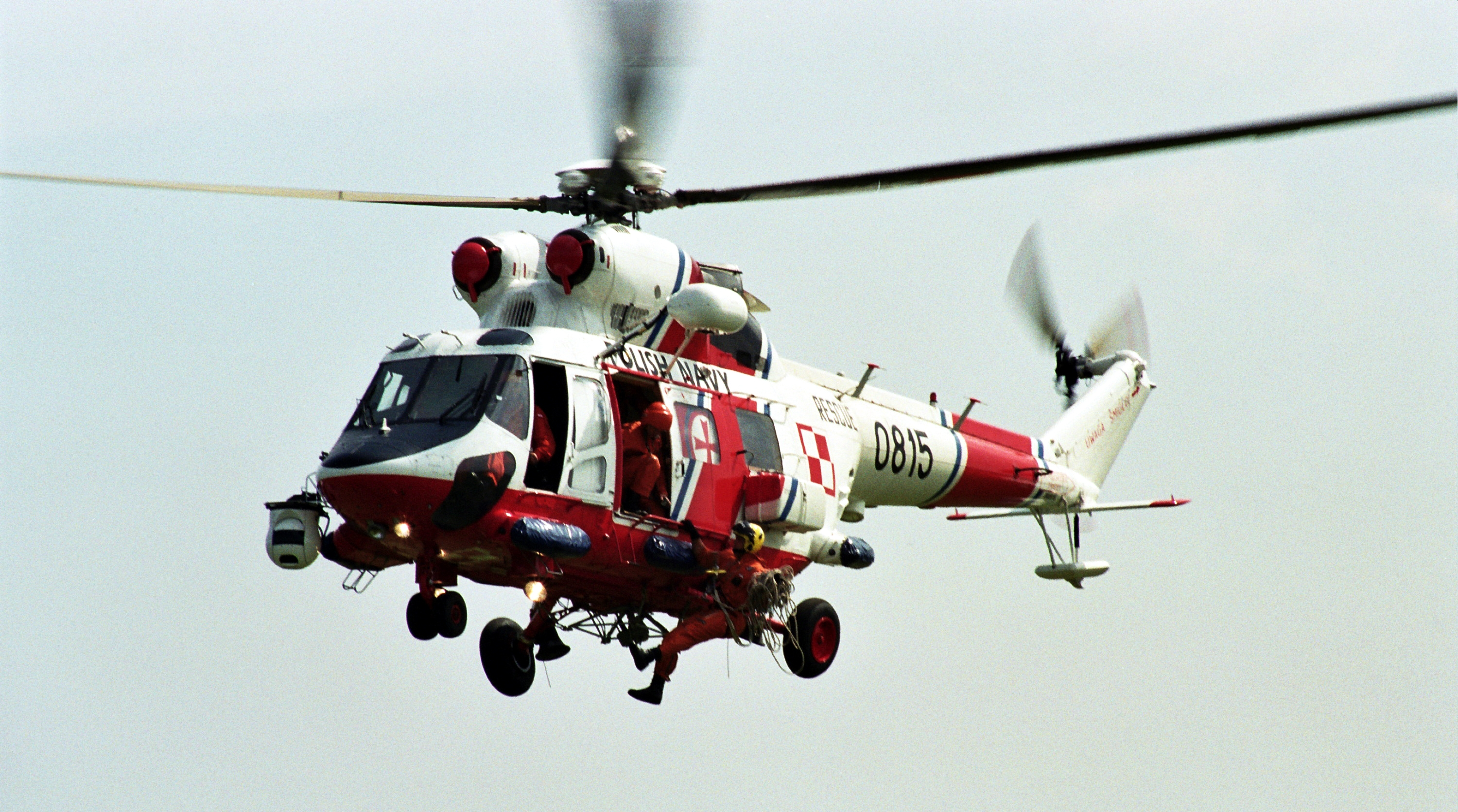
W-3WARM Anakonda (0815)

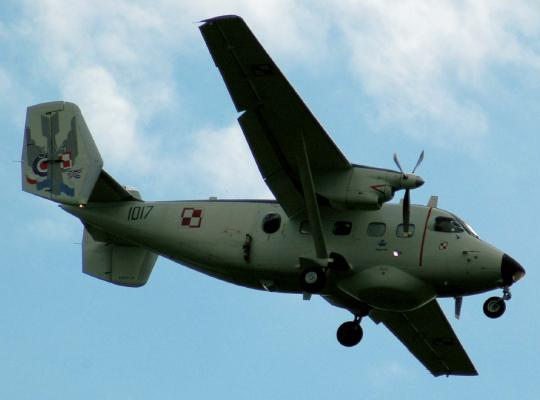
M-28B Bryza-1R (1017)

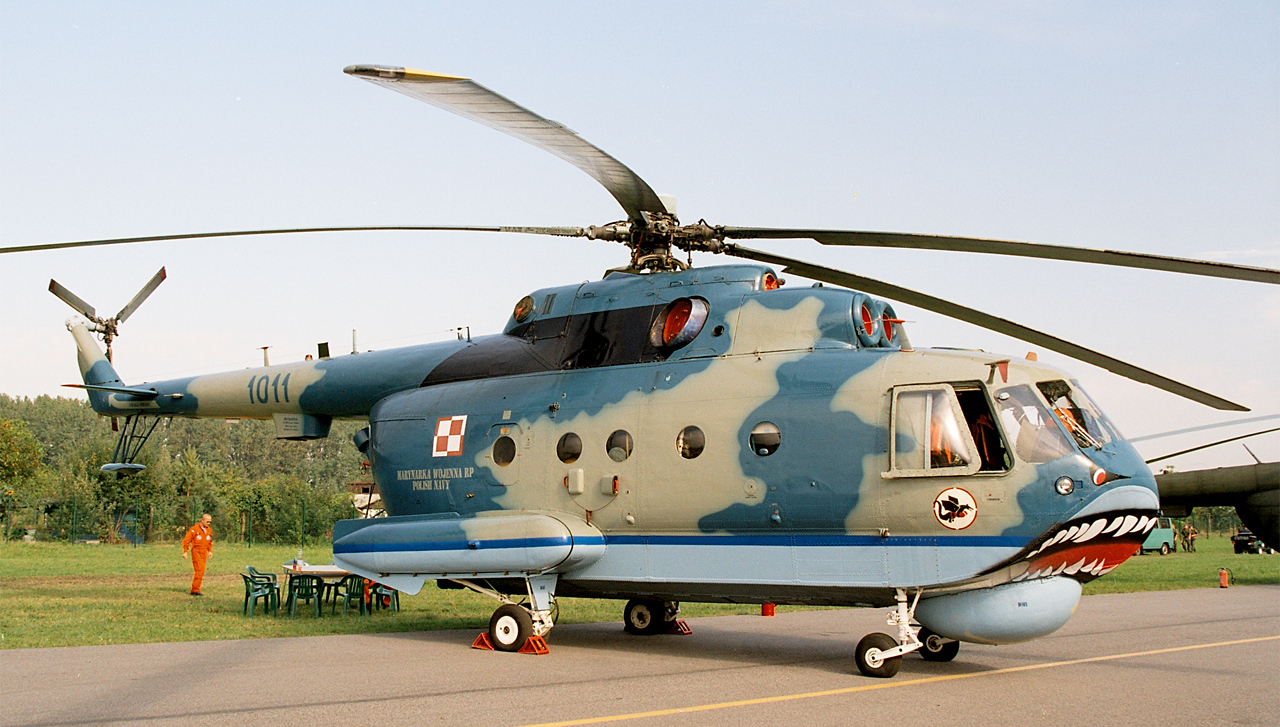
Мі-14PŁ (1011)

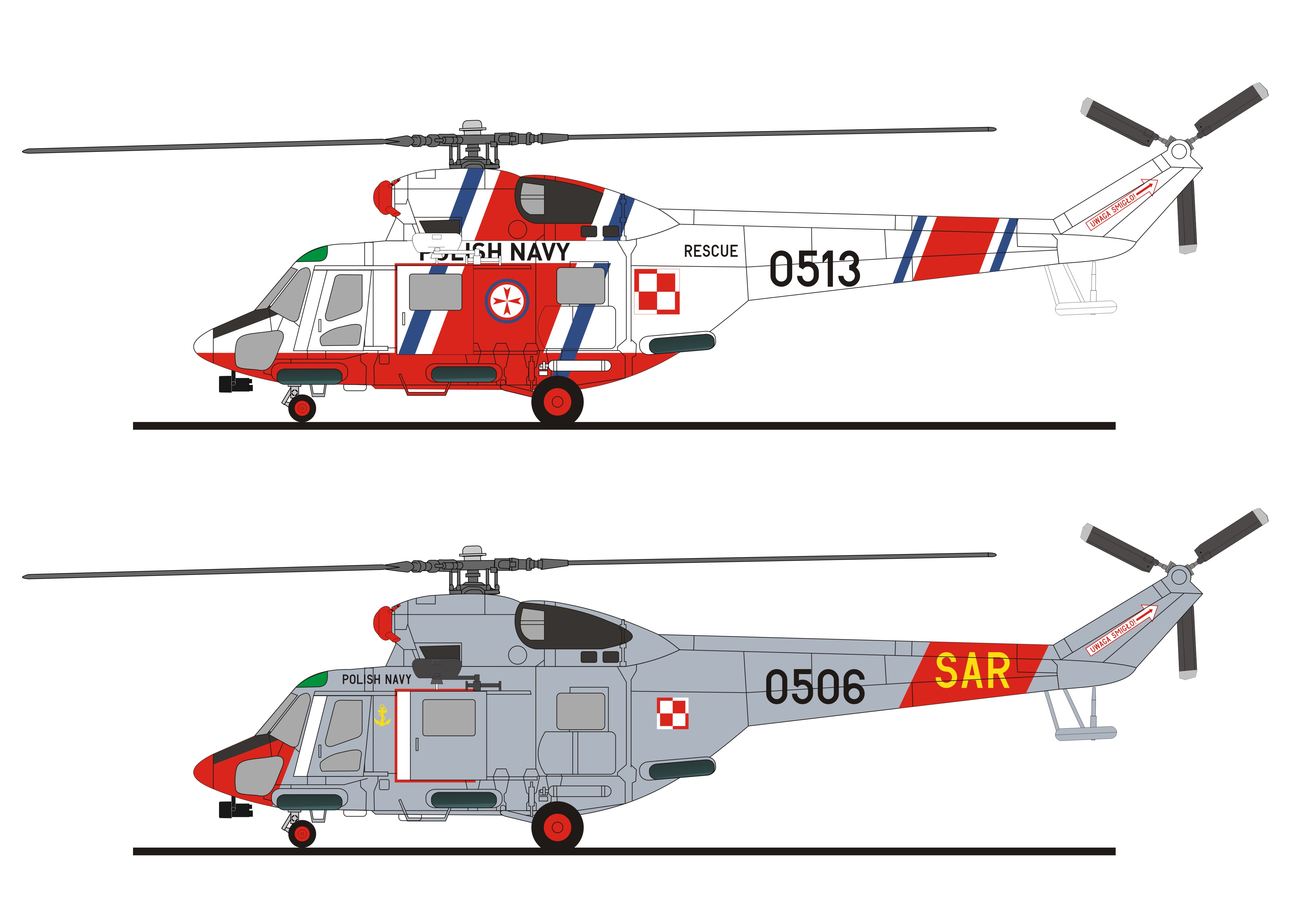
Схема фарбування гелікоптерів SAR ВМФ

Бригада морської авіації (пол. Gdyńska Brygada Lotnictwa Marynarki Wojennej im. kmdr. por. pil. Karola Trzaski-Durskiego (BLMW)) — польське військове з'єднання морської авіації. Командування розташоване у військовому аеропорту в Гдині в Бабі Долі, а підрозділи розташовані в Гдині, Дарлово та Семіровіцах.

## Історія
Відповідно до наказу начальника Генерального штабу Війська Польського від 27 липня 1994 року існуючі полки та ескадрильї морської авіації були перетворені в авіаційні ескадрильї та батальйони безпеки та підпорядковані командуванню бригади морської авіації в Гдині, заснована 1 листопада 1994 року.
Причиною утворення бригади морської авіації стало згуртування структури польської морської авіації.
На підставі Рішення № 96 / ПН від 14 липня 1995 р. бригада морської авіації отримала відмітну назву «Гдиня» та ім'я Cdr. лейтенант піл. Кароль Тшаскі-Дурський. Щорічне свято встановлено на 15 липня.
Відповідно до постанови Міністра національної оборони від 21 січня 2002 р. була проведена чергова реорганізація, в рамках якої авіаескадрильї були перетворені в авіаескадрильї, а батальйони охорони та технічна ескадрилья створили дві авіабази.
У березні 2005 р. командир бригади морської авіації отримав від міністра національної оборони «Почесний знак Збройних сил Республіки Польща».
У грудні 2007 року Міністр національної оборони своїм рішенням ввів пам’ятний знак Гдинської морської авіаційної бригади.
З 1 січня 2011 року морська авіація пройшла чергову реструктуризацію. Існуючі авіабази були перетворені на дві бази морської авіації. До них увійшли три авіаескадрильї, розформовані наприкінці 2010 року.
У 2017 році бригаді було доручено сформувати польський військовий контингент у рамках військової операції Європейського Союзу EUNAVFOR MED. З першою зміною ПВК СОФІЯ 12 лютого 2018 року офіційно попрощався Міністр національної оборони. 14 лютого 2018 року основні сили були перекинуті в район місії. Основним засобом контингенту є патрульно-розвідувальний літак М28Б 1Р «Брайза» 44-ї військово-морської авіабази. Станом на 31 березня 2020 року завершилася операція EUNAFOR MED SOPHIA. З 1 квітня 2020 року мандатні завдання нової операції, яку Європейський Союз назвав EUNAFOR MED IRINI, взяла на себе 4-та зміна ПВК СОФІЯ. Наразі в районі місії проходить 5 ротація польського військового контингенту (станом на 11 лютого 2022 року).
У 2020 році бригаді було доручено сформувати ще один контингент. Цього разу в рамках операції НАТО під назвою TAMT (Tailored Assurance Meaures for Turkey) у Туреччині. 20 квітня 2021 року в Гдині відбулася церемонія прощання з першою зміною польського військового контингенту Туреччини. Як і польський військовий контингент IRINI, контингент оснащений M28B 1R. Наразі в районі місії знаходиться 3-я зміна ПМК (станом на 30 травня 2022 р.).

## Завдання бригади
- пошук, розвідка та знищення підводних човнів
- рятувальний захист польської зони SAR в Балтійському морі
- перевезення техніки та зброї
- розвідка морських районів і наведення кораблів
- екологічний моніторинг морських басейнів

## Вертольоти та літаки
На момент формування бригада мала на озброєнні винищувачі МіГ-21, навчально-розвідувальні літаки ПЗЛ ТС-11 «Іскра», транспортні літаки Ан-2, патрульні та транспортно-пасажирські літаки Ан-28, багаторазові Мі-2. Гелікоптери призначення, рятувальні та бойові підводні човни Мі-14, багатоцільові гелікоптери PZL W-3 Sokół та їх рятувальна версія PZL W-3RM Anakonda. До кінця 2003 року літаки МіГ-21 і ПЗЛ ТС-11 «Іскра» були виведені. На даний момент обладнання BLMW включає патрульні та транспортні літаки PZL M-28 Bryza (модернізація Ан-28), протичовнові вертольоти Kaman SH-2G Seasprite і Мі-14PŁ, PZL W-3RM Anakonda, W-3WA і Mi-14PŁ. рятувальні вертольоти / транспортні вертольоти Р і Мі-2 (станом на 15.08.2018).
- 4 вертольоти Мі-2
- 8 протичовнових вертольотів Мі-14PŁ
- 2 рятувальні гелікоптери Мі-14PŁ / R
- 8 рятувальних вертольотів PZL W-3RM Anakonda
- 4 протичовнових гелікоптера Kaman SH-2G Seasprite[pl]
- 4 транспортних літака Ан-28ТД-2 і М28Б-2
- 2 літаки екологічного моніторингу Ан-28 (Ан-28Е).
- 7 патрульно-розвідувальних літаків PZL M28 1Р (Ан-28Б1Р, Брайза)
- 1 патрульно-розвідувальний літак M28B 1RM / Bis (Bryza Bis)

## Командири
- Командир Анджей Яворський (листопад 1994 - липень 1995)
- Контрадмірал Збігнєв Смоларек (липень 1995 - 1 січня 2006)
- Командир Станіслав Чолек (1 січня 2006 – 7 жовтня 2011)
- Командир Тадеуш Дрибчевський (7 жовтня 2011 - 12 червня 2018)
- Командир Ярослав Червонько[8] (13 червня 2018 р. – 28 жовтня 2018 р.)
- Командир Ярослав Червонько (29 жовтня 2018 - 26 березня 2021)
- Командир Цезарій Вятрак[9] (26 березня 2021 – 3 травня 2021)
- Командир Анджей Щетка[10] (з 4 травня 2021 р.)